# Präsidentschaftswahl auf den Seychellen 2020
Die Präsidentschaftswahl auf den Seychellen 2020 fand vom 22. bis 24. Oktober statt. Parallel wurde die Nationalversammlung der Seychellen gewählt.
Die Präsidentschaftswahlen gewann Wavel Ramkalawan von der Linyon Demokratik Seselwa (LDS).

## Wahlsystem
Der Präsident der Seychellen wird mit einer Stichwahl gewählt, wenn kein Kandidat im ersten Wahlgang die Mehrheit der Stimmen erhält, findet ein zweiter Wahlgang zwischen den beiden Spitzenkandidaten statt.

## Hintergrund

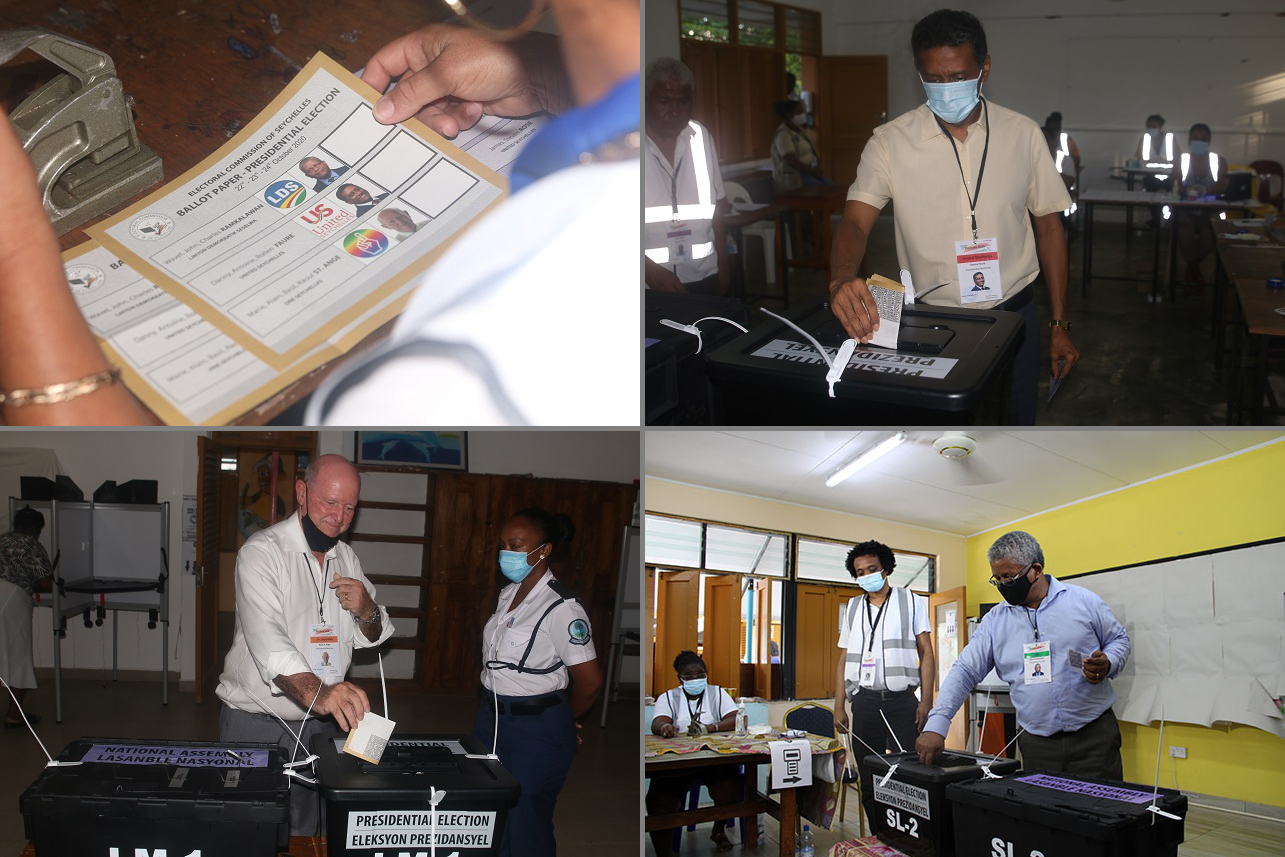
Stimmzettel und Wahl der Kandidaten

### Kandidaten
Im August 2019 nominierte die Volkspartei (PL) auf ihrem dreiunddreißigsten Jahreskongress ihren Vorsitzenden und amtierenden Präsidenten Danny Faure als ihren Kandidaten. Wavel Ramkalawan von der liberalen Linyon Demokratik Seselwa (LDS) und Alain St. Ange von der progressiven Ein-Seychellen-Partei fordern den Amtsinhaber heraus. Während der ehemalige Sprecher der Nationalversammlung, Patrick Pillay, sich um eine Nominierung bemühte, lehnte die Wahlkommission seine Kandidatur mit der Begründung ab, er habe es versäumt, die erforderlichen 500 Unterschriften von registrierten Wählern zu sammeln.

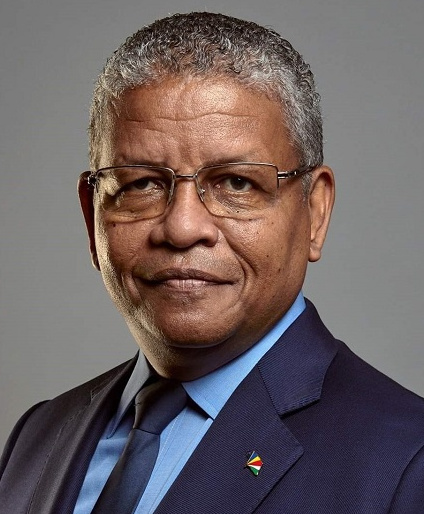
Wavel Ramkalawan
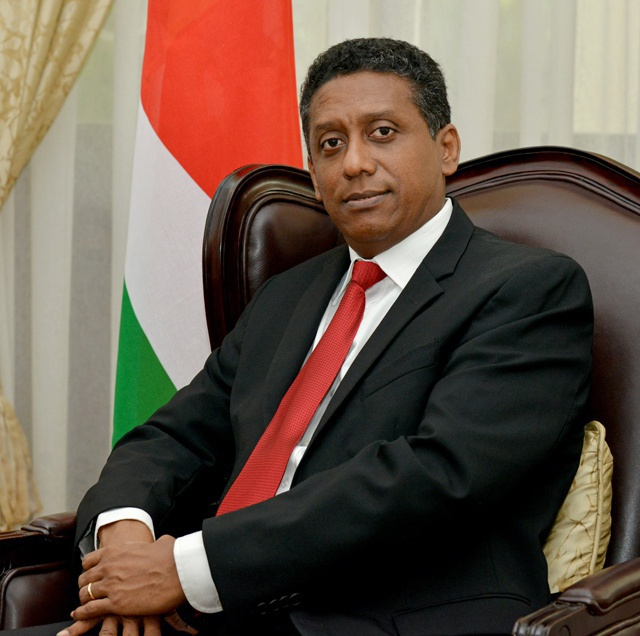
Danny Faure
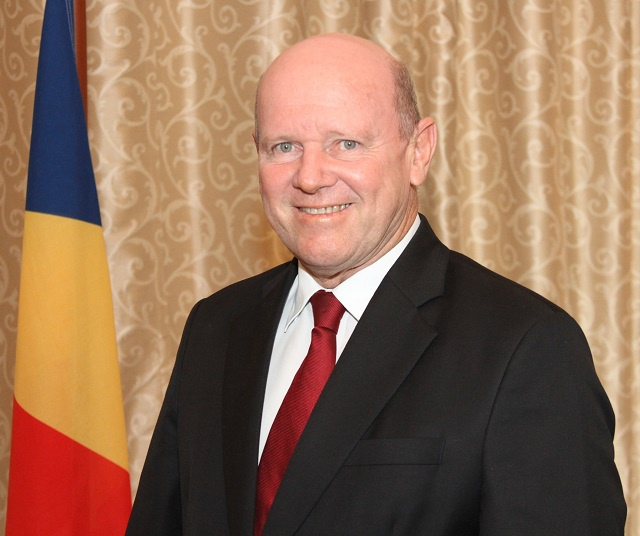
Alain St Ange

### Wichtige Themen
Obwohl das Land nur 149 COVID-19-Fälle verzeichnete, wirkten sich die Richtlinien zum öffentlichen Gesundheitswesen immer noch auf die Kampagne aus. So wurden beispielsweise öffentliche Wahlkampfveranstaltungen verboten. Da es keine aktiven Wahlbüros gibt, wurde die Teilnahme an Kundgebungen zur Messung der Unterstützung bei früheren Wahlen herangezogen. Die Kandidaten nahmen an der ersten im Fernsehen übertragenen Präsidentschaftsdebatte des Landes teil. Die Wirtschaft war aufgrund der hohen Lebenshaltungskosten und des jüngsten Rückgangs des Tourismus ein wichtiges Wahlkampfthema. Während Transparency International die Seychellen als eines der 30 am wenigsten korrupten Länder der Welt einstuft, wurde die amtierende Regierung als zu entgegenkommend gegenüber ausländischen Geschäftsinteressen angesehen.

## Wahlergebnis
Am 25. Oktober wurde Wavel Ramkalawan mit 54,91 % der Stimmen zum Sieger der Präsidentschaftswahlen erklärt, was die erste friedliche Übergabe der Präsidentschaftsmacht zwischen verschiedenen politischen Parteien seit der Unabhängigkeit im Jahr 1976 markierte. Bei den Präsidentschaftswahlen seit 1998 hatte er erfolglos kandidiert.
| Kandidaten                   | Parteien                  | Stimmen | %    |
| ---------------------------- | ------------------------- | ------- | ---- |
| Wavel Ramkalawan             | Linyon Demokratik Seselwa | 35.562  | 54,9 |
| Danny Faure                  | United Seychelles         | 28.178  | 43,5 |
| Alain St Ange                | One Seychelles            | 1.021   | 1,6  |
| Gesamt                       | Gesamt                    | 64.761  | 100  |
|                              |                           |         |      |
| Ungültige Stimmen            | Ungültige Stimmen         | 1.256   | 1,9  |
| Wähler                       | Wähler                    | 66.017  | 88,5 |
| Wahlberechtigte              | Wahlberechtigte           | 74.634  |      |
|                              |                           |         |      |
| Quelle: Electoral commission |                           |         |      |

## Nach der Wahl
Danny Faure nahm an der Siegesrede Ramkalawans teil. In seiner Rede betonte er die Versöhnung:

„In this election, there were no losers, there were no winners - our country was given the opportunity as the ultimate winner“

„Bei dieser Wahl gab es keine Verlierer, es gab keine Gewinner - unser Land hat nun die Chance, am Ende als Sieger hervorzugehen“